# Luigi Galimberti
Luigi Galimberti (Roma, 26 de abril de 1836 – 7 de maio de 1896) foi um jornalista, diplomata e cardeal italiano da Igreja Católica, arquivista dos Arquivos Secretos do Vaticano e antigo núncio apostólico no Império Austro-Húngaro.

## Biografia
Era filho de Angelo Galimberti, advogado da Cúria Romana, originário de Bérgamo, e da marquesa Angela Bourbon del Monte Quatrassi, prima em segundo grau do Papa Leão XIII. Seu avô paterno, Antonio, também foi advogado e quando sua esposa morreu, ele entrou na prelazia romana na Assinatura da Justiça e abriu caminho para os estudos de Luigi.
Ele estudou no Pontifício Seminário Romano, onde obteve doutorado em filosofia em 28 de dezembro de 1854; teologia em 9 de setembro de 1858; e utroque iure, tanto de direito canônico como civil, em 11 de setembro de 1861.
Foi ordenado padre em 18 de dezembro de 1858, em Roma. Tornou-se professor de teologia, no Pontifício Ateneu Urbano "De Propaganda Fide", entre 1861 e 1864. Já de 1864 a 1882, lecionou no Pontifício Seminário Romano. Durante esses anos, publicou as obras Apologia pro Marcellino Romano pontefice (Roma, 1876); Introductio philosophica ad historiam universam (Roma, 1877); Lutero e il socialismo (Roma, 1879) e Leone XIII e la storia. Risposta a R. Bonghi d'un prelato romano (Roma, 1883).

## Diplomacia e jornalismo
Em 1868, tornou-se também cônego da Arquibasílica de São João de Latrão. A partir de 1870, passou a colaborar em jornais católicos. Ajudando na propaganda para a eleição de seu primo distante, Gioacchino Pecci, no Conclave de 1878, ele foi convidado a colaborar com os jornais franceses La Défense e Le Figaro. Pouco se sabe de suas ideias até 1880: parece que durante o Concílio Vaticano I ele mostrou consenso em relação a alguns contrários a Infalibilidade papal, embora aderindo à tese predominante ao final. Acabou tornando-se diretor do Journal de Rome, em 1881 e diretor do Moniteur de Rome. No jornalismo, apoiou as ideias dos conservadores nacionais.
Em 18 de dezembro de 1883, foi nomeado cônego da Basílica de São Pedro. Foi Prelado Doméstico de Sua Santidade e protonotário apostólico, antes de ser nomeado Secretário da Sagrada Congregação de Assuntos Eclesiásticos Extraordinários, em 28 de junho de 1886.
Entre 1885 e 1887, foi um período decididamente exigente de participação direta na política externa do Vaticano, que teve um início fugaz (imediatamente interrompido) em 1878, ao lado do cardeal Alessandro Franchi, secretário de Estado. Em meados da década de 1880, a saúde precária do cardeal Luigi Jacobini, então secretário de Estado em exercício, permitiu a Galimberti entrar diretamente no cerne de questões de certa importância relativas a diversas áreas do mundo, como Alemanha, Montenegro e China. Participou das difíceis negociações para acabar com a Kulturkampf, em Berlim, em 1887.
Certamente por trás da ação diplomática de Galimberti estava a vontade expressa de Leão XIII. Talvez o papa - graças ao discurso julgado germanofílico de seu colaborador - pretendesse alcançar juntos o duplo objetivo de pacificação com o Império Alemão e reconciliação com o Reino da Itália, através do apoio de Otto von Bismarck. Mas no final a situação se tornou desfavorável para Galimberti. As críticas feitas contra ele por uma ampla gama de católicos foram provavelmente a razão pela qual, com a morte do secretário de Estado Jacobini, o Papa não pôde propô-lo como seu sucessor (como muitos esperavam), preferindo ao cardeal Mariano Rampolla, cuja candidatura agradou particularmente aos católicos franceses.

## Episcopado e cardinalato
Galimberti foi nomeado núncio apostólico para Viena em 27 de abril de 1887, recebendo com o título de arcebispo de Niceia, sendo consagrado na Catedral de Santo Estêvão de Viena por Cölestin Josef Ganglbauer, O.S.B., arcebispo de Viena, coadjuvado por Eduard Angerer, bispo auxiliar de Viena e por Anton Josef Gruscha, ordinário militar da Áustria-Hungria.
Operava, portanto, ainda na esfera germânica e desta vez com o objetivo declarado de alcançar uma possível reconciliação entre a Santa Sé e a Itália com o apoio - assim como os católicos austríacos - também de Bismarck, com o objetivo de obter pelo menos a soberania do Papa sobre um território mínimo sobre o qual exercer poder temporal. No entanto, mesmo uma nova viagem sua a Berlim em 1888 (onde estivera em missão oficial no ano anterior) não teve os efeitos desejados. Várias circunstâncias foram desfavoráveis e a política inaugurada pelo novo secretário de Estado, fortemente inclinado para a França, não o ajudou.
Após seu retorno da nunciatura, foi criado cardeal pelo Papa Leão XIII, no Consistório de 16 de janeiro de 1893, recebendo o barrete vermelho e o título de cardeal-presbítero de Santos Nereu e Aquileu em 15 de junho. Em 25 de junho de 1894, foi nomeado como Arquivista dos Arquivos Secretos do Vaticano.
Morreu em 7 de maio de 1896, em Roma. Foi velado na igreja de San Lorenzo in Lucina e sepultado na capela da Sagrada Congregação da Propaganda Fide, no cemitério Campo di Verano em Roma.